# Stemodia macrantha
Stemodia macrantha är en grobladsväxtart som beskrevs av Robinson. Stemodia macrantha ingår i släktet Stemodia och familjen grobladsväxter. Inga underarter finns listade i Catalogue of Life.